# Delphinium scaposum
Delphinium scaposum är en ranunkelväxtart som beskrevs av Edward Lee Greene. Delphinium scaposum ingår i släktet storriddarsporrar, och familjen ranunkelväxter. Inga underarter finns listade i Catalogue of Life.

## Bildgalleri

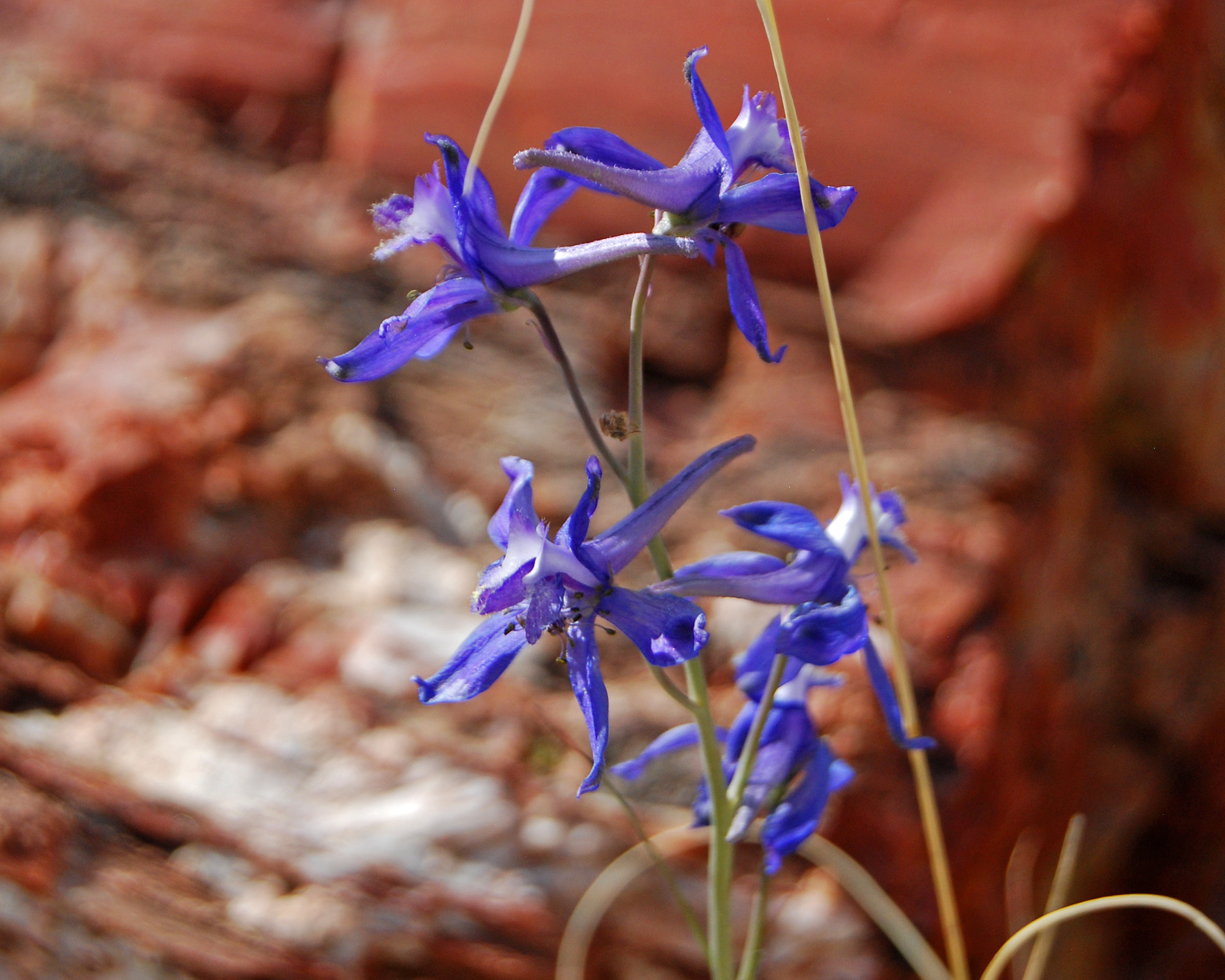